# Бедицано (Маса-Карара)
Бедицано је насеље у Италији у округу Маса-Карара, региону Тоскана.
Према процени из 2011. у насељу је живело 797 становника. Насеље се налази на надморској висини од 278 м.